# Ecsenius fourmanoiri
Ecsenius fourmanoiri» es una especie de pez de la familia Blenniidae en el orden de los Perciformes.

## Morfología
• Los machos pueden llegar alcanzar los 4,9 cm de longitud total.
- Número de  vértebras: 33-34.[1]

## Reproducción
Es ovíparo.

## Hábitat
Es un pez de mar y de clima tropical.

## Distribución geográfica
Se encuentran en Nueva Caledonia (incluyendo Uvea.